# Вересово (посёлок)
Вересово — поселок в Коношском районе Архангельской области. Входит в состав Коношского городского поселения.

## География
Находится в юго-западной части Архангельской области на расстоянии приблизительно 7 км на восток-северо-восток по прямой от административного центра района поселка Коноша у одноименной станции на железнодорожной линии Коноша-Котлас.

## История
Поселок упоминается с 1930 года (лесопункт 10-й км). Железнодорожная станция была открыта в 1937 году.

## Население
Численность населения: 426 человек (русские 96 %) в 2002 году, 351 в 2010.